# Ku Klux Klan – Banditen in Maske
Ku Klux Klan – Banditen mit Maske (englisch The Burning Cross ‚Das brennende Kreuz‘) ist ein US-amerikanischer Kriminalfilm von Walter Colmes. Die Premiere des Films fand am 28. August 1947 in San Francisco statt. In der Bundesrepublik Deutschland kam er am 11. April 1958 in die Kinos.

## Handlung
Der Ex-Soldat Johnny Larimer kehrt in das Haus seiner Eltern in Bridgeton zurück. Er ist deprimiert, als er erfährt, dass er nicht nur seinen Job an der Tankstelle verloren hat, sondern dass sich auch sein bester Freund Tony Areni mit Johnnys Jugendliebe, seiner Nachbarin Doris Greene, verlobt hat. Johnny hat Mitleid mit sich selbst und beginnt mit den Einheimischen Lud Harris und Tobey Mason zu trinken. Lud erzählt dem wütenden Johnny von einer Organisation, die sich der „Hilfe für arbeitslose Veteranen“ verschrieben hat. Am nächsten Tag, nachdem er mit Mort Dauson und Howard Gibbons, den Leitern der Organisation, über Johnny gesprochen hat, schickt Lud Johnny zu einem Vorstellungsgespräch in eine Maschinenwerkstatt. Obwohl die gewerkschaftlich organisierten Angestellten streiken, nimmt Johnny den Job, den ihm das Organisationsmitglied Jim Todd anbietet, an. Als er jedoch die Werkstatt verlässt, wird Johnny von einem streikenden Arbeiter aufgehalten und geschlagen.
Zu Hause erzählt Johnny Doris, dass Tony, der nicht im Krieg gedient hat, ein hinterhältiger „Faulenzer“ ist. Wütend ohrfeigt Doris Johnny, der daraufhin eine Kneipenschlägerei mit Tony provoziert. Lud und Tobey sehen ihre Chance und laden Johnny zu einem Organisationstreffen ein. Während des Treffens prangert Gibbons den Zustrom von Ausländern in die Stadt an und fordert seine Zuhörer auf, einem der vielen „America Only“-Verbände beizutreten. Beeindruckt beantragt Johnny die Mitgliedschaft und wird bald in den Ku-Klux-Klan aufgenommen. Bald darauf kommt es zu einer Welle der Gewalt gegen Schwarze, Juden und im Ausland geborene Geschäftsleute. Tony verrät Johnny, dass er ihn bei einem Angriff auf den in Schweden geborenen Blumenhändler Bill Elkins beobachtet hat, und warnt ihn, dass er das nächste Mal die Polizei informieren werde. Kurz darauf wird Tony von Klan-Mitgliedern entführt und zu einem Treffen im Freien geschleppt. Dort wird Tony Zeuge, wie einer der Streikenden geteert und gefedert wird, und versucht zu fliehen. Lud, der nicht weiß, dass Charlie West, ein schwarzer Bauer, die Szene von einem Baum aus beobachtet, erschießt Tony. Der Sonderermittler Walter Strickland befragt Johnny zu Tonys Tod, erfährt aber nichts.
Strickland erklärt Lieutenant Hill, dem örtlichen Polizeichef, seinen Verdacht, dass organisierte Vigilanten Tony getötet haben. Hill, selber Klan-Mitglied, informiert Dauson über die Ermittlungen. Strickland überredet Doris, ihm bei der Entlarvung von Tonys Mörder zu helfen, indem sie sich bei Johnny einschmeichelt, von dem Strickland vermutet, dass er irgendwie in die Sache verwickelt ist. Der von Schuldgefühlen geplagte Johnny kündigt unterdessen seinen Job und informiert Lud, dass er den Klan verlässt. Als Reaktion darauf droht Lud, Johnnys Eltern zu schaden, und zwingt Johnny, am nächsten Vorhaben des Klans teilzunehmen. Die Registrierung von Schwarzen als Wähler soll verhindert werden. Johnny wird befohlen, Charlie, einen alten Freund der Familie, von der Registrierung abzuhalten, kann den stolzen Farmer jedoch nicht davon abbringen. In dieser Nacht wird Charlie von verhüllten Klansmännern angegriffen und bittet Hill um Hilfe. Nachdem der vertrauensselige Charlie Hill offenbart, dass er Tonys Mord miterlebt hat, informiert Hill Dauson über die Entwicklung.
Johnny gesteht Doris alles und verrät, dass der Klan einen Angriff auf Charlie plant. Doris, die Johnny vergeben hat, erzählt Strickland von Charlie, und Strickland wiederum bittet Hill, den Angriff zu stoppen. In dieser Nacht erschießt Lud den aufsässigen Charlie und befiehlt dann, sein Haus in Brand zu stecken, während seine Frau und sein Vater darin gefangen sind. Dauson folgert, dass Johnny der Informant ist, und weist Lud an, ein Exempel an ihm zu statuieren. Auf Drängen von Doris hat Johnny inzwischen seiner Familie seine Tat gestanden und ist auf dem Weg zu Strickland, als sein an den Rollstuhl gefesselter Vater geschlagen und von zwei Klansmännern entführt wird. Gerade als Lud und der Klan Johnny hängen wollen, trifft die Polizei, die das Auto der Klansmänner verfolgt hat, am Tatort ein. Johnny verfolgt den flüchtenden Lud und schlägt ihn bewusstlos. Später werden Dauson und Hill verhaftet und Johnny unterschreibt ein Geständnis. Nachdem Strickland Johnny für seinen Mut lobt, verspricht Doris, auf ihn zu warten.

## Hintergrund
Gedreht wurde der Film Ende Mai 1947. Er war der erste Film, der im neu renovierten Motion Picture Center, dem ehemaligen Studio der Metro Pictures Corporation, gedreht wurde.
Die Inspiration für das Projekt kam Co-Produzent Selvyn Levinson, als er im Zweiten Weltkrieg beim Militär diente. In seiner Einheit wurde ein afroamerikanischer Stabsfeldwebel mit der Leitung einer ausschließlich aus Weißen bestehenden Flugzeugbatterie betraut, und Levinson war beeindruckt von der Art und Weise, wie alle Soldaten zusammenarbeiteten, um sie zur „fähigsten auf dem Schlachtfeld“ zu machen. Als Levinson eine Finanzierung für „The Burning Cross“ suchte, wurde er laut einem Zeitungsartikel von jeder Nationalbank des Landes abgelehnt. Der Film, dessen Produktion 150.000 Dollar (2024: 2,1 Millionen) kostete, wurde von „Personen finanziert, die an Toleranz interessiert waren“. Levinson bemerkte auch, dass die Autoren, mit denen er sich beraten hatte, sich zwar weigerten, „den Film anzufassen“, viele Schauspieler jedoch ihre Dienste für den Film freiwillig anboten.
Joseph Breen, Leiter der Zensurbehörde, genehmigte das Drehbuch, wies jedoch darauf hin, dass „die Neger während der gesamten Produktion zu keinem Zeitpunkt als zu unterwürfig dargestellt werden und dass ihre Dialoge so bereinigt werden, dass das Englisch grammatikalisch korrekt ist“. Obwohl Breen nur geringfügige Einwände gegen die Geschichte hatte, gab ein Zeitungsbericht Ende September 1947 bekannt, dass die Zensurbehörde des Bundesstaates Virginia den Film verboten hatte und ihn als „unmenschlich und als Anstiftung zur Kriminalität“ bezeichnete. Die Behörde war der Ansicht, dass der Film Feindseligkeiten zwischen Schwarzen und Weißen hervorrufen könnte, die „in Virginia nicht existieren“. Im Oktober 1947 wurde bekannt gegeben, dass die Verleihgesellschaft „Screen Guild Productions“ vor dem Berufungsgericht des Staates Klage gegen die Zensurbehörde eingereicht hatte. Der Ausgang des Rechtsstreits ist nicht bekannt.
Frank Paul Sylos oblag die künstlerische Leitung. Maidie Norman gab ihr Filmdebüt.

## Kritiken
Der Kritiker der The New York Times zollte den unabhängigen Produzenten vollsten Respekt für ihren Mut, den Ku-Klux-Klan anzugreifen und seine Bigotterie und Brutalität bloßzustellen. Leider könne man nicht behaupten, dass der Film eine lobenswerte Filmleistung sei. Ebenso wenig könne man ihn als nachdenkliche und gebildete Betrachtung der heimtückischen antisozialen und religiösen Philosophie betrachten, die von den vermummten, tyrannischen Klansmännern unter Missachtung der garantierten verfassungsmäßigen Freiheiten propagiert werde. Der Film leide enorm unter amateurhafter Regie und Schauspielerei, schlechter Besetzung in dem Sinne, dass die als Klansmänner getarnten Schauspieler die schwächste Intelligenzklasse darstellen, und einem Drehbuch, das erbärmlich abgedroschen ist. Auch wenn der Film in weiten Teilen die Zutaten für fesselndes Drama vermissen lasse und eine unbeabsichtigte Herablassung gegenüber seiner Hauptfigur, dem Neger, verrate, sei es im Großen und Ganzen ein ehrlicher Versuch, etwas Wertvolles zu erreichen. Aber dieses Etwas erweise sich leider als zu groß für diejenigen, die sich die Mühe machten.

„Kriminalfilm, der wenig überzeugend versucht, mit pseudodokumentarischen Stilmitteln über die verhängnisvollen Aktivitäten des rassistischen und nationalistischen Geheimbunds aufzuklären.“